# Дворец конгрессов (Мадрид)
Дворец конгрессов (исп. Palacio de Congresos), также известный как Дворец конгрессов Мадрида (исп. Palacio de Congresos de Madrid) или Дворец Конгрессов и выставок (исп. Palacio de Congresos y Exposiciones), — конференц-центр в Мадриде (Испания), расположенный на Пасео-де-ла-Кастельяне и не используемый с 2012 года. На фасаде здания видное место занимает керамическая мозаика, воспроизводящая работу каталонского художника Жоана Миро.

## История
Территория Дворца конгрессов расположена на пересечении улиц Пасео-де-ла-Кастельяна и Авенида дель Хенераль Перон, в баррио Куатро-Каминос, район Тетуан. Здание было построено по проекту архитектора Пабло Пинтадо-и-Рибы, выигравшему соответствующий конкурс в 1964 году. Дворец конгрессов был открыт 1 июня 1970 года. В 1972 году здесь проходил первый музыкальный фестиваль OTI. Фасад здания украсила большая керамическая мозаика, созданная Жоаном Гарди Артигасом по эскизу художника Жоана Миро. Она была открыта 5 октября 1980 года при участии тогдашнего мэра Мадрида Энрике Тьерно Гальвана.
Во Дворце конгрессов был размещён пресс-центр Чемпионата мира по футболу 1982 года, для чего была построена, а затем демонтирована временная эстакада через Пасео-де-ла-Кастельяну, соединившая здание со стадионом Сантьяго Бернабеу. В 1988 году конгресс-центр принял у себя II церемонию вручения премии «Гойя», в нём проводились и последующие церемонии, пока они не стали проходить в Муниципальном дворце конгрессов в Кампо-де-лас-Насьонесе. Дворец конгрессов был закрыт в конце 2012 года для устранения недостатков в его системе безопасности. С тех пор здание не используется.
Мэры Мадрида Мануэла Кармена и Хосе Луис Мартинес-Альмейда выступали за возобновление работы здания. Соглашение 2018 года о передаче управления зданием Институту выставок Мадрида (исп. Institución Ferial de Madrid, IFEMA) было сорвано. План использования Дворца конгрессов, опубликованный в 2020 году Институтом туризма Испании (исп. Turespaña), предусматривал 40-летнюю аренду здания, предположительно для размещения там штаб-квартиры Всемирной туристской организации ООН (UNWTO), в настоящее время расположенной на соседней улице поэта Жоана Марагаля.